# George Marion, Jr.
George Marion Jr. (30. august 1899 – 25. februar 1968) var en amerikansk manuskriptforfatter. Han skrev for 106 filmproduktioner mellem 1920 og 1940. I 1929 var han nomineret til en Oscar for bedste mellemtekst.
Han blev født i Boston og døde i New York af et hjerteanfald. Hans far var skuespilleren George F. Marion.